# الجهلي

تعديل مصدري - تعديل

الجهلي هي إحدى قرى عزلة سرار بمديرية سرار التابعة لمحافظة أبين، بلغ تعداد سكانها 161 نسمة حسب تعداد اليمن لعام 2004.